# 몬테네그로 정교회

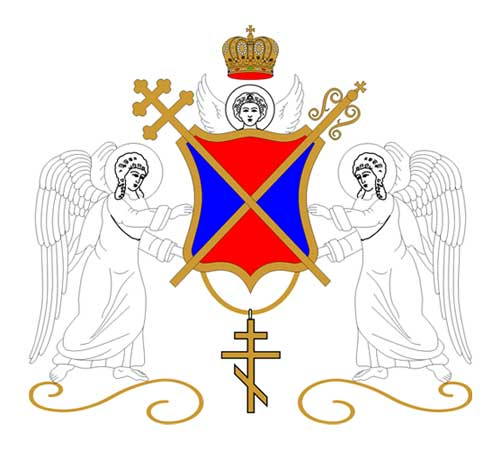

몬테네그로 정교회(Montenegrin Orthodox Church)는 몬테네그로에 소재한 동방 정교회 교단이다. 타 동방 정교회 교단으로부터 교회법적인 승인을 획득하지는 못했다.

## 역사
1993년 몬테네그로 대주교를 역임한 세르비아 정교회의 안토니예 아브라모비치 주교에 의해 설립되었다. 세르비아 왕국과 몬테네그로 왕국이 합병되기 전까지 운영했던 몬테네그로 교회의 계승권을 주장했다. 몬테네그로 왕국은 1918년 세르비아 왕국에 합병됐다. 1999년부터 몬테네그로 정부에 의해 종교 단체로 승인되었으며 구 몬테네그로 대교구의 사목 관할권을 담당하고 있다. 2009년 CEDEM이 실시한 여론조사에 따르면 몬테네그로의 정교회 신도 29.36%가 몬테네그로 정교회에 소속되어 있으며 70.64%는 세르비아 정교회에 소속되어 있다.

## 같이 보기
- 세르비아 정교회
- 마케도니아 정교회